# Okluky (přírodní památka)
Okluky jsou  přírodní památka na jihozápadním okraji obce Hluk v okrese Uherské Hradiště, na středním toku říčky Okluky. Chráněné území je v péči Krajského úřadu Zlínského kraje.

## Předmět ochrany
Důvodem ochrany je jediný povrchový výchoz púchovských slínů v rámci magurského flyše.